# Automobile Club de Monaco
Automobile Club de Monaco es un club de automovilismo con sede en Mónaco. El club es el organismo rector del automovilismo dentro de Mónaco y organiza el prestigioso Gran Premio de Mónaco y el Rally de Montecarlo. Forma parte de la Federación Internacional del Automóvil, que representa a Mónaco como club deportivo y de movilidad.

## Historia
Fundado en 1890 como una asociación de ciclistas, Sport Vélocipédique Monégasque, el club comenzó a incorporar automovilistas en 1907 y pasó a llamarse Sport Vélocipédique et Automobile Monégasque. Alexandre Noghès, presidente de SVAM, comenzó a planificar el primer evento internacional de automovilismo del principado, el Rally de Montecarlo, a instancias de Alberto I de Mónaco. El rally comenzaría en puntos de toda Europa y convergería en Mónaco para terminar. El club dejó de organizar eventos ciclistas después de la Primera Guerra Mundial y pasó a llamarse Automóvil Club de Mónaco en 1925.
La ACM solicitó a la AIACR (el precursor de la FIA) que pasara de ser un club francés regional a miembro nacional de pleno derecho, pero su solicitud fue rechazada porque ningún evento de automovilismo se llevó a cabo completamente dentro de las fronteras de Mónaco. Antony Noghès, el hijo del presidente del club, organizó el Gran Premio de Mónaco inaugural en 1929 en un circuito de Mónaco, y la ACM fue rápidamente admitida en la AIACR. El Gran Premio de Mónaco fue parte del Campeonato Europeo de Pilotos en la década de 1930 y se incluyó en el Campeonato Mundial de Fórmula 1 inaugural en 1950. El Gran Premio se ha celebrado de forma continua desde 1955 y, a pesar de las modificaciones menores a lo largo de los años, todavía se ejecuta en gran medida. sobre el mismo circuito que la carrera inaugural en 1929.
La ACM también organiza el Gran Premio Histórico de Mónaco, una serie de carreras para coches de Gran Premio históricos que se celebran en el Circuito de Mónaco, y el rally clásico Rallye Monte-Carlo Historique. Otros eventos de automovilismo organizados por el club incluyen el e-Prix de Mónaco y la Copa de karts de Mónaco Junior.